# Upton (Maine)
Upton – miasto w Stanach Zjednoczonych, w stanie Maine, w hrabstwie Oxford.